# 瀬戸克栄
瀬戸 克栄（1965年7月8日 - ）は、日本のラジオディレクター、演出家。

## 履歴
- 1965年7月8日　東京都杉並区　生まれ。
- 1972年　杉並区立久我山第二小学校入学。
- 1972年　大阪府堺市立新金岡小学校1年生、2学期から転入。
- 1977年　大阪府堺市立新金岡小学校卒業。
- 1977年　大阪府堺市立金岡中学校入学。
- 1977年　兵庫県立社中学校1年生　2学期から転入。
- 1981年　兵庫県立社中学校卒業。
- 1981年　兵庫県立西脇高等学校入学。
- 1984年　兵庫県立西脇高等学校卒業。
- 1984年　日本大学経済学部経済学科（2部）入学。
- 1988年　日本大学経済学部経済学科（2部）卒業。

## 職歴
1988年、株式会社テレコムサウンズ入社。メディアとしてFMラジオ局が開局するムーブメントの中、新たなFMラジオ番組制作者を育成するプログラムを推奨していた株式会社テレコムサウンズへの参加をきっかけに、FMラジオ番組制作ディレクターとしての経歴をスタートさせる。
以降、3年半の間に、FM横浜、J-WAVE、FM東京、JFN、FM千葉など関東エリアを中心としたFMラジオ局で番組制作に従事する。
3年半の制作者としての経験から企画立案の重要性に着目し、独立を決断。1992年フリーランスの制作者としてのキャリアをスタートさせる。
独立を期に、映像メディアへの興味を持ち、衛星波の映像メディアを中心とするプロデューサーとしてのキャリアをスタートさせる。映像分野に関しては、初動、プロデューサーとしての興味から、株式会社　エムシーヴィジョンズという映像メディアの制作プロダクションでキャリアをスタートさせる。
しかし、プロデュース業務を経験する中で、クリエイターとしてのキャリアへの返り咲きを模索。1993年から全ての業務を独立しフリーランスの演出家としてのキャリアをスタートさせる。